# Ettore Caporali
Pour les articles homonymes, voir Caporali.
Ettore Caporali (né le 17 août 1855 à Pérouse ; mort le 2 juillet 1886 à Naples) est un mathématicien italien qui étudie la géométrie algébrique des courbes et des surfaces et la géométrie. Il est un des représentants de l'École italienne de géométrie algébrique.

## Biographie
Caporali étudie à l'Université de Rome auprès de Giuseppe Bataglini et Luigi Cremona, et il y obtient son diplôme Laurea en mathématiques en 1875. Après cela, il est professeur pendant quelques années avant de devenir professeur de géométrie à l'Université de Naples en 1878, alors qu'il n'a que 23 ans. En 1884, il reçoit un poste de professeur titulaire. Il se suicide deux ans plus tard parce qu'il craignait que ses capacités créatives de mathématicien ne diminuent.

## Prix et distinctions
En 1878, il reçoit le prix mathématique de l'Académie italienne des sciences. Il est membre de l'Académie des Lyncéens et de l'Académie des sciences de Naples.
Parmi ses élèves figure Pasquale Del Pezzo. Certains de ses écrits ont été publiés à titre posthume (Scritti geometryi, Naples : Pellerano 1888).